# Camp County
Camp County je okres ve státě Texas v USA. K roku 2010 zde žilo 12 401 obyvatel. Správním městem okresu je Pittsburg. Celková rozloha okresu činí 526 km².